# H-II (família de foguetes)

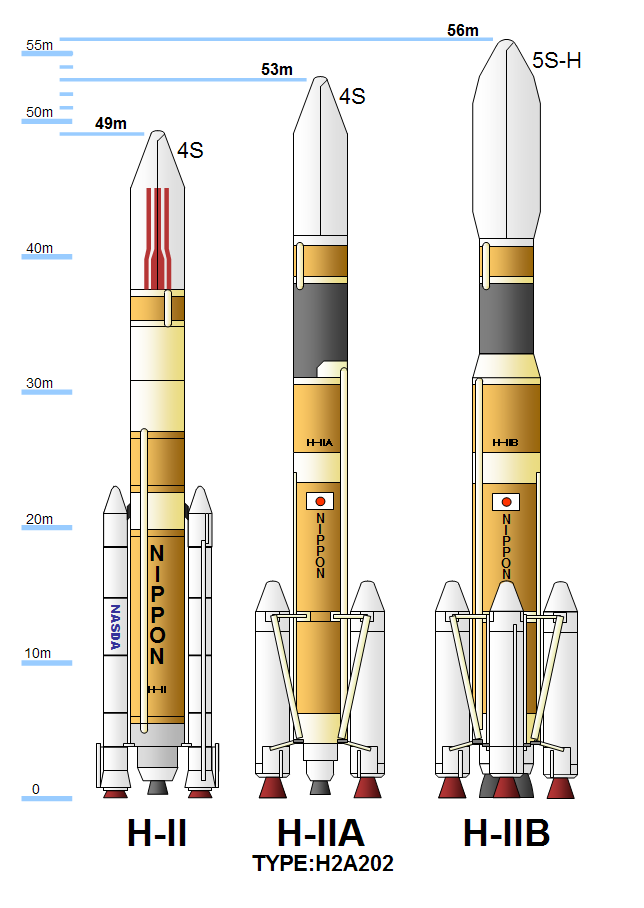
Família de foguetes H-II

A série H-II é uma família de foguetes japoneses que presta serviço desde 1994. Excluindo o H-I, os demais foram os primeiros foguetes construídos completamente com tecnologia japonesa (Pois, os veículos das séries N e H-I haviam usado tecnologia estadunidense e M-V era um foguete pequeno). A série é composta pelos foguetes H-II (inativo), H-IIA (Ativo) e H-IIB (Ativo).